# Frederick Dix
Frederick William „Fred“ Dix (* 14. Mai 1883 in Cley next the Sea; † 18. Februar 1966 in Totnes) war ein britischer Eisschnellläufer.
Dix wurde in den Jahren 1908 und 1912 britischer Amateurmeister im Schlittschuhlaufen und belegte bei der Mehrkampf-Weltmeisterschaft 1908 in Davos den neunten Platz. Fünf Jahre später errang er bei der Mehrkampf-Europameisterschaft in Leningrad den neunten Platz. Bei Olympischen Winterspielen kam er 1924 in Chamonix auf den 23. Platz über 500 m und 1928 in St. Moritz auf den 32. Platz über 5000 m, auf den 30. Rang über 500 m und auf den 28. Platz über 1500 m. Seine Tochter Joan Dix nahm 1932 bei den Olympischen Winterspielen in Lake Placid im Eiskunstlauf teil.

## Persönliche Bestleistungen
| Disziplin | Zeit        | Datum           | Ort   |
| --------- | ----------- | --------------- | ----- |
| 500 m     | 51,0 s      | 28. Januar 1911 | Davos |
| 1500 m    | 2:33,2 min  | 18. Januar 1913 | Davos |
| 5000 m    | 9:16,6 min  | 18. Januar 1913 | Davos |
| 10000 m   | 18:49,0 min | 18. Januar 1913 | Davos |